# U-matic
U-matic – system zapisu kaset wideo przeznaczony do zastosowań profesjonalnych, mający swą premierę w 1971 roku. Jest to jeden z pierwszych kasetowych systemów zapisu obrazu i dźwięku na taśmie magnetycznej.

## Historia

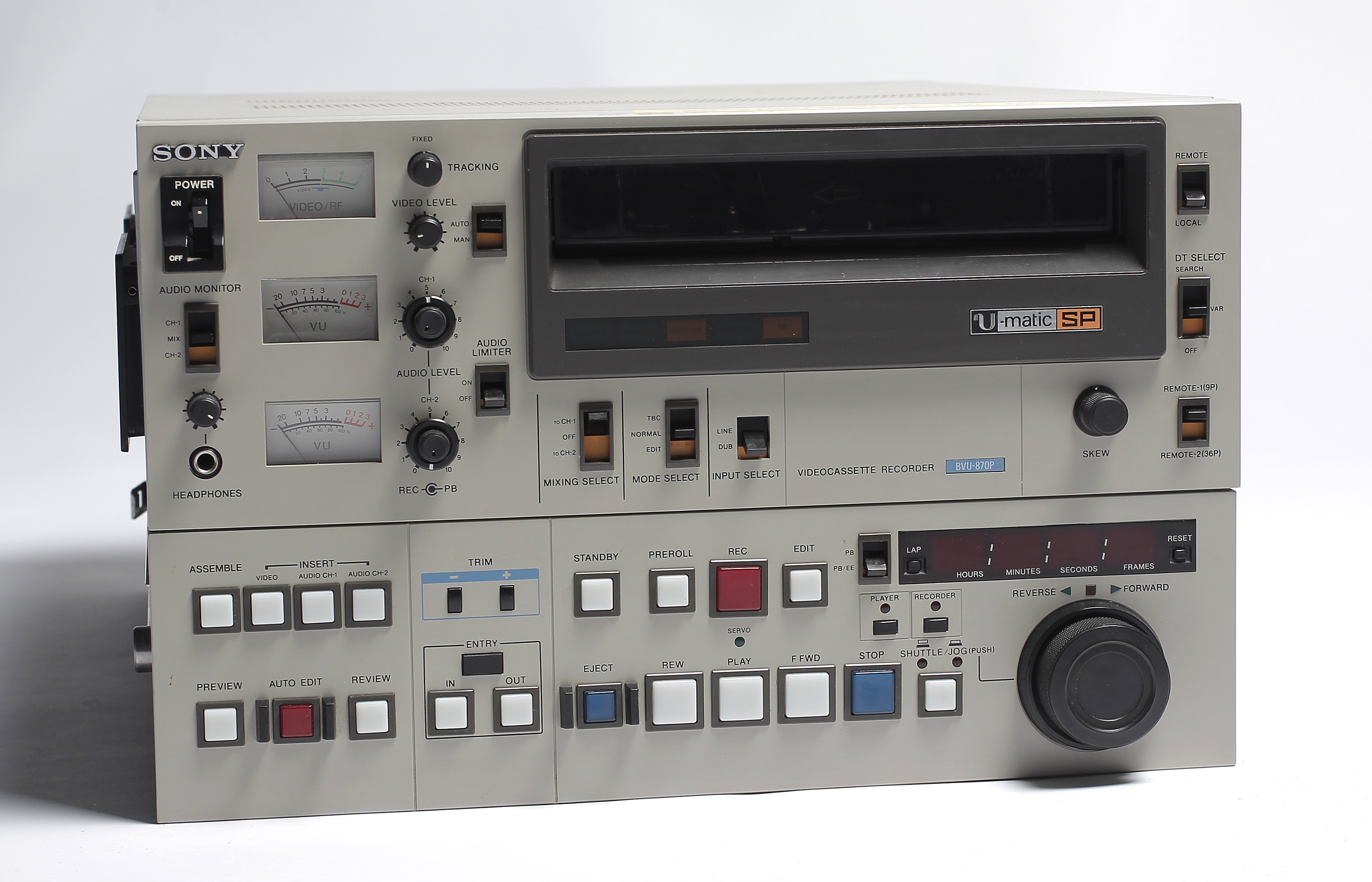
Profesjonalny magnetowid U-matic SP

Pierwszy prototyp systemu wykorzystującego kasety wideo został zaprezentowany przez Sony w październiku 1969 roku. Dalsze prace polegały na ustaleniu odpowiednich parametrów technicznych. Do współpracy zostało zaproszonych wielu czołowych producentów sprzętu elektronicznego, w tym Matsushita Electric Industrial Co. (Panasonic) oraz Victor Company of Japan (JVC).
W 1971 roku miała miejsce oficjalna premiera formatu. W odróżnieniu od innych systemów zapisu wideo, U-matic wykorzystywał taśmę magnetyczną o szerokości 3⁄4 cala (19 mm), zamkniętą w plastikowej kasecie o wymiarach 21,9 × 13,7 × 3 cm. Ze względu na wysokie koszty produkcji magnetowidów, jak i nośników, wykluczało to zastosowanie formatu w warunkach domowych. Głównymi odbiorcami systemu były stacje telewizyjne, przedsiębiorstwa oraz placówki edukacyjne.
W 1974 roku zaprezentowano pierwszy przenośny magnetowid Sony VO-3800, pozwalający na pracę w plenerze z naramienną kamerą telewizyjną. Wraz z magnetowidem wprowadzono mniejszy rozmiar kasety U-matic S o wymiarach 18,5 × 12 × 3 cm, pozwalający na nagranie materiału do 20 minut. Ze względu na gorszą jakość obrazu niż w profesjonalnych systemach szpulowych, format U-matic zyskał popularność w zastosowaniach reporterskich (ang. electronic news-gathering), a także w niskobudżetowych produkcjach telewizyjnych. Stał się alternatywą dla taśmy filmowej 16 mm.
W 1976 roku wprowadzono udoskonaloną wersję systemu oznaczaną jako high-band. Nowa wersja pozwalała na lepsze odwzorowanie kolorów, a także generowała mniejsze zakłócenia obrazu. Pierwotną wersję systemu zaczęto określać terminem low-band. Zachowano częściową kompatybilność obu wersji – nowe magnetowidy high-band pozwalały na odtwarzanie kaset z poprzedniej generacji systemu.
Wraz z wprowadzeniem formatu Betacam popularność systemu U-matic zaczęła spadać. Nadal jednak był wykorzystywany w stacjach telewizyjnych z ograniczonym budżetem. W 1986 roku wprowadzono kolejną generację systemu o nazwie U-matic SP (analogicznie do systemu Betacam SP). Uzyskano wówczas lepszą rozdzielczość, do magnetowidów dodano system redukcji szumów Dolby C. Wraz z rozwojem formatu Betacam zakończono dalszą produkcję sprzętu dla systemu U-matic.

## Dane techniczne

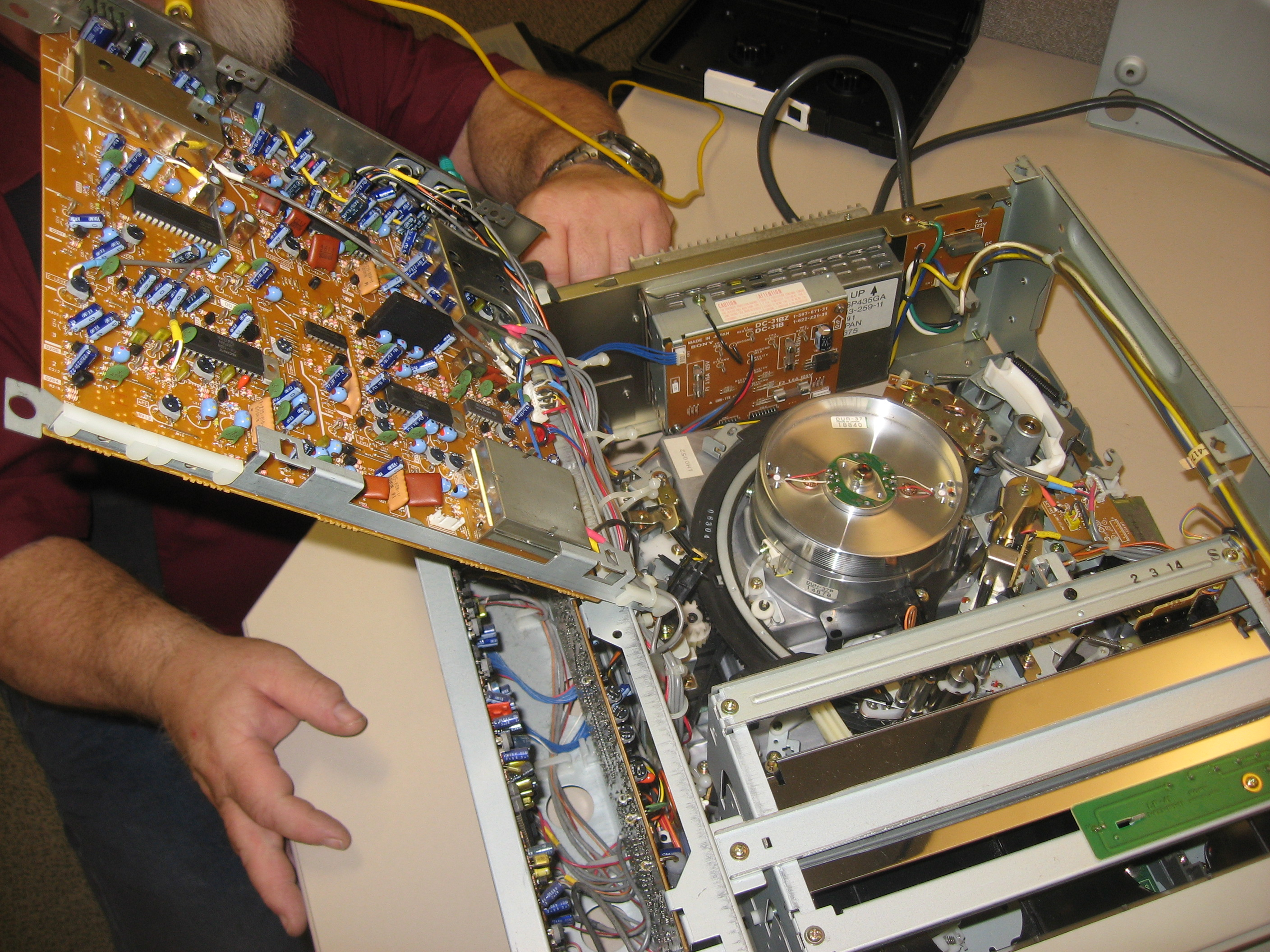
Wnętrze magnetowidu U-matic

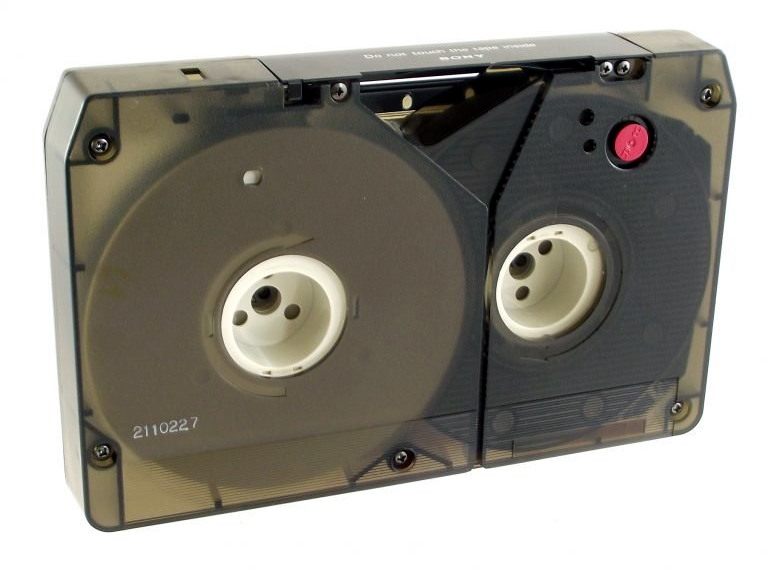
Spód kasety standardowego rozmiaru. Widoczny czerwony przycisk umożliwiający nagrywanie

Rozdzielczość pozioma obrazu oryginalnego formatu U-matic wynosi 250 linii (dla obrazu kolorowego), zaś w wersji SP – 330. Taśma w systemie PAL przesuwa się z prędkością 9,53 cm/s. System U-matic umożliwia nagrywanie obrazu czarno-białego, a także barwnego w systemach PAL, SECAM oraz NTSC.
Zapis obrazu na taśmie magnetycznej odbywa się z użyciem wirującego bębna o średnicy 11 cm. Taśma o szerokości 3⁄4 cala (19 mm) jest naciągana wokół bębna w ten sposób, że jej ułożenie przypomina kształtem literę „U”. Obie szpulki z taśmą magnetyczną przesuwają się w przeciwnym do siebie kierunku. Maksymalny czas zapisu dla systemu PAL wynosi 60 minut w przypadku kaset standardowej wielkości, zaś dla kaset U-matic S – 20 minut.
Wymiary kaset wideo dla formatu U-matic wynoszą:
- 21,9 × 13,7 × 3 cm – U-matic, U-matic SP (standardowa wielkość),
- 18,5 × 12 × 3 cm – U-matic S („mały” rozmiar kasety)

Szerokość zapisu dwóch ścieżek audio na taśmie wynosi 0,8 mm. W wersji SP dodano wsparcie dla systemu redukcji szumów Dolby C.
System U-matic pozwala na wielokrotne nagrywanie na jednej taśmie, dzięki umiejscowieniu w magnetowidzie głowicy kasującej. Na spodzie kasety znajduje się miejsce na czerwony przycisk, który jest wykrywany przez magnetowid. Brak przycisku uniemożliwia nagrywanie na taśmie.

## Zastosowanie

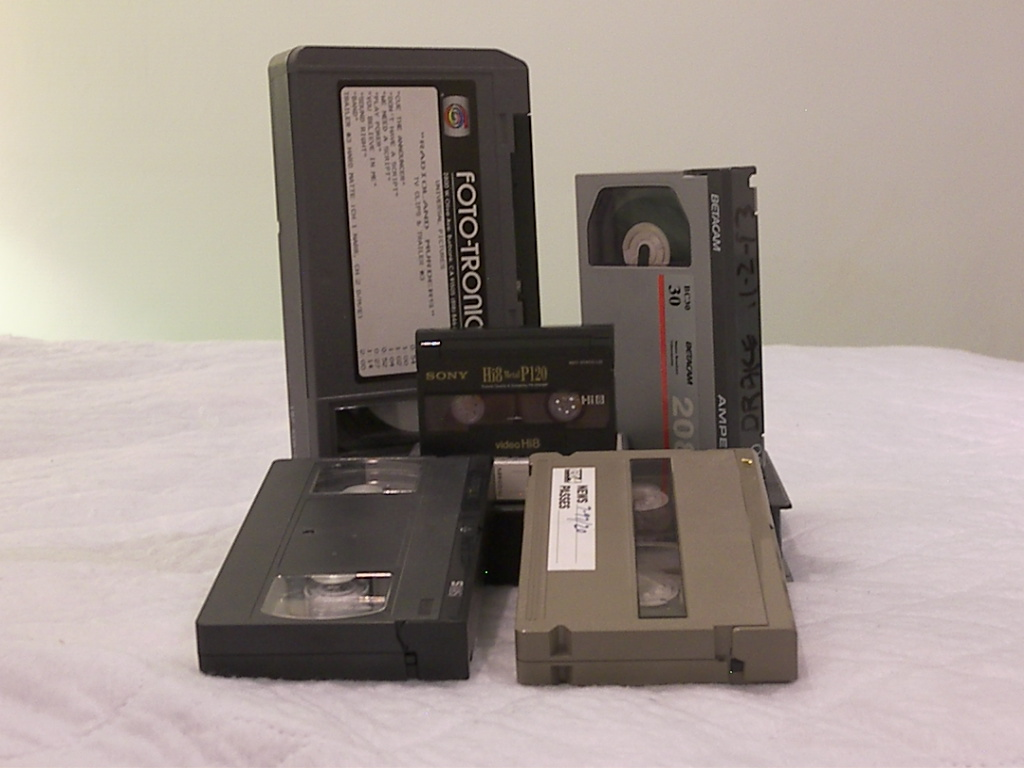
Porównanie formatów kaset wideo. Kaseta U-matic jest widoczna z tyłu, po lewej

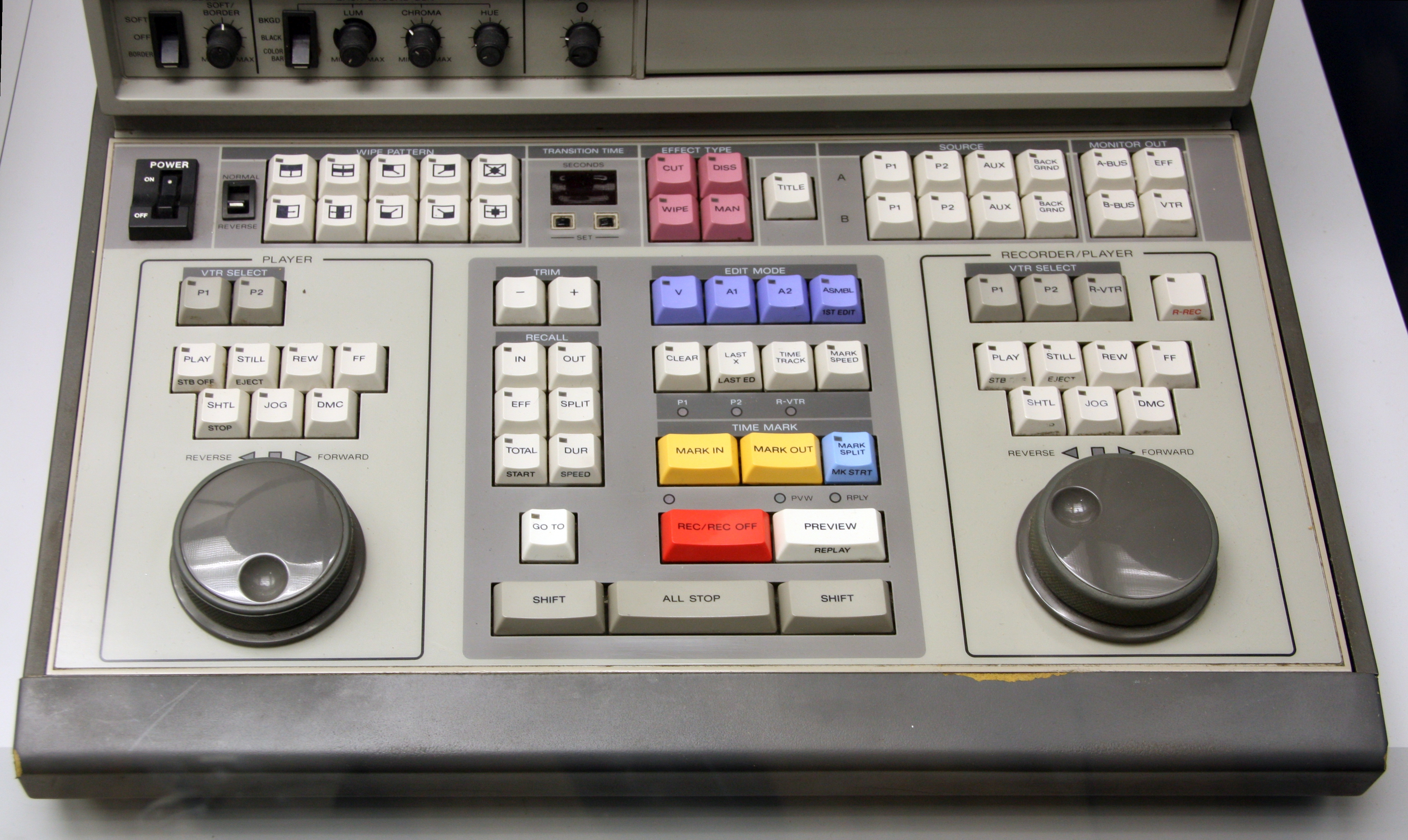
Kontroler edycyjny Sony BVE-600 umożliwiający sterowanie dwoma podłączonymi magnetowidami U-matic

Magnetowidy U-matic oferowały szereg funkcji przydatnych w produkcji telewizyjnej. Na taśmie zapisywana była informacja z kodem czasowym zgodnym z normą SMPTE. Istniała możliwość podłączenia zewnętrznych kontrolerów synchronizujących ze sobą większą liczbę magnetowidów, co było przydatne podczas montażu liniowego. Możliwe było także użycie zewnętrznego generatora znaków, miksera obrazu i dźwięku, czy generatora efektów specjalnych.
Kasety U-matic miały także zastosowanie jako nośniki dźwięku w postaci cyfrowej. Zewnętrzny adapter Sony PCM, wprowadzony na rynek w marcu 1978 roku, umożliwiał konwersję dźwięku do postaci czarnych bądź białych pól wyświetlanych na ekranie. Częstotliwość próbkowania dźwięku wynosząca 44,1 kHz została wyliczona w oparciu o rozdzielczość obrazu w systemach PAL oraz NTSC, a także o częstotliwość odświeżania obrazu w tych systemach. Ważnym czynnikiem wpływającym na wybór tejże częstotliwości próbkowania była wartość pasma przenoszenia luminancji w formacie U-matic. Dźwięk zapisany w ten sposób mógł być ponownie odkodowany przez adapter PCM. Ta metoda zapisu dźwięku wykorzystywana była w procesie glasmasteringu płyt CD w latach 80. XX wieku.

## Problemy
Najpoważniejszym problemem formatu jest stosunkowo szybkie niszczenie taśmy magnetycznej podczas częstego odtwarzania, szczególnie podczas „pauzowania” materiału. Wówczas wirujący bęben z głowicami dotyka unieruchomionej taśmy, co może spowodować jej zdeformowanie i tym samym wystąpienie zakłóceń obrazu i dźwięku w danym miejscu. Wada ta została z czasem zminimalizowana poprzez zmniejszenie nacisku taśmy na bęben przy pauzowaniu, lub zatrzymanie bębna na czas pauzy.
Format miał także problemy z prawidłową reprodukcją kolorów, szczególnie barwy czerwonej. Obszary czerwone były bardziej zaszumione od reszty obrazu, występowały przebarwienia. Wraz z rozwojem systemu U-matic problem ten został w pewnym stopniu zredukowany.
Gorsza jakość obrazu w porównaniu z profesjonalnymi systemami szpulowymi początkowo wykluczała stosowanie formatu U-matic w emisji telewizyjnej. Zapis odbywał się z rozdzielczością 250 linii dla obrazu kolorowego, podczas gdy magnetowidy szpulowe na taśmę 2-calową oferowały nawet 400 linii. Wraz z wprowadzeniem przenośnych magnetowidów wykorzystujących kasety U-matic S, a także ulepszonej wersji high-band, system zaczął zdobywać dużą popularność.